# Бил Уорд
Уилиам „Бил“ Томас Уорд (на английски: William „Bill“ Thomas Ward) е британски барабанист, роден на 5 май 1948 в кварталът Астън на град Бирмингам, Англия. Бил Уорд е един от основателите на легендарната британска рок група Black Sabbath.

## Биография
Бил Уорд се запалва по барабаните още в най-ранна детска възраст, като на 15 години вече взима участие в множество концертни изяви на сборни формации в родния Бирмингам. В тийнеджърските си години свири в редица малки групи, докато не среща китариста Тони Айоми през 1964, заедно с който се включва в успешната по това време ъндърграунд група Mythology. След нейното разпадане Уорд и Айоми започват да търсят музиканти за сформиране на нова група. Изборът им пада върху басиста на групата Rare Breed Гийзър Бътлър, който води със себе си приятеля си и вокалист Джон „Ози“ Озбърн. Така е сформирана блус групата Polka Tulk Blues Band, като към нея се присъединяват още двама музиканти – саксофонист и втори китарист. По-късно името е сменено на Earth, а последните двама члена напускат, поради неразбирателство относно стиловата насока. Названието Black Sabbath групата получава след като басистът Бътлър написва едноименната песен, повлиян от окултния писател фантаст Денис Уетли.
Уорд остава в групата до 1981 година, когато напуска, за да се присъедини към Max Havoc, но през 1983 година се завръща в Black Sabbath и записва албума „Born Again“, след което следващата година отново напуска и се включва в групата England's Glory, а през 1986 сформира своя собствена група, наречена Bill Ward Band. С нея през 1989 издава първия си солов албум, „Ward One: Along the Way“, последван от „When the Bough Breaks“, излязъл цели 12 години след дебюта.
През 1997 взима участие в реюниъна на Black Sabbath и записва множество концертни изяви, преди да получи през 1998 лек сърдечен инфаркт по време на подготовката за предстоящо турне на групата. За негово щастие успява да се възстанови напълно и дори подновява участията си с Black Sabbath и помага при записите на соловия албум на Тони Айоми.

## Солова дискография
- Ward One: Along the Way (1985)
- When the Bough Breaks (1997)
- Two Hands Clapping (1999)